# 種市氏
種市氏（たねいちし）は、日本の氏族。特に青森県、岩手県などに多く見られる。

## 出自
種市氏は、工藤氏の末裔とするもの（『奥南旧指録』）、一戸氏の祖行朝の四男光房の子孫とするもの（『参考諸家系図』）、南部修理大夫信義の三男康明の後胤とするもの（『南旧秘筆記』）などがあり、その家系は定かではないが、戦国期、南部晴政から種市、蛇口（現・軽米町）等600石を給わり、南部信直股肱の臣と称される大身18人に種市中務がみらえる（『奥南旧指録』）。

## 系譜
```
　　　　　　　　　　　　　
一戸行朝

　　　　　　　　　　　　　（
一戸氏
）
　　　　　　　　　　　　　　　┃
　　　　　　　　　　　　　一戸掃部助
　　　　　　　　　　　　　　忠行
　　　┏━━━━━┳━━━━━╋━━━━━┳━━━━━┓
　千徳伊豫守　一戸摂津守　一戸弥四郎　一戸圖書　　一戸五郎
　　　行重　　　　義行　　　　行政　　　　行房　　　　光恒　
　　　┃　　　　　┃　　　　　┃　　　　　∥　　　　　┃
　（野田氏）　（米田氏）　（長牛氏）　　　∥　（長寄木平館荒木田等）
　　　　　　　　　　　　　　　　　　（此間代数不詳）
　　　　　　　　　　　　　　　　　　　　　∥
　　　　　　　　　　　　　　　　　　　種市中務
　　　　　　　　　　　　　　　　　　　　　┣━━━━━━━━━━━━━━┓
　　　　　　　　　　　　　　　　　　　　　中務　　　　　　　　　　　
種市周(石扇)家

　　　　　　　　　　　　　　　　　　　　　光徳　　　　　　　　　　　
蛇口
蔵人
　　　　　　　　　　　　　　　　　　　　　┃　　　　　　　　　　　　　　吉廣
　　　　　　　　　　　　　　　　　　　　　┣━━━━━┳━━━┓　　　　┣━━━━━━━━━━━━━━┳━━━━━━━━━━━┳━━━━┓
　　　　　　　　　　　　　　　　　　　　　孫三郎　
種市藤五郎家　
　与市郎　　蔵人　　　　　　　　　　　
蛇口熊太家
　　　　　　　　
蛇口茂人家
 　　  喜右衛門
　　　　　　　　　　　　　　　　　　　　　　　　　種市孫六　　　　　　　吉政　　　　　　　　　　　　　弥三右衛門　　　　　　　圓右衛門　
　　　　　　　　　　　　　　　　　　　　　　　　　　　修理　　　　　　　┃　　　　　　　　　　　　　　┃　　　　　　　　　　　┃
　　　　　　　　　　　　　　　　　　　　　　　　　　　┃　　　　　　　　孫之丞　　　　　　　　　　　　庄右衛門　　　　　　　　圓吉
　　　　　　　　　　　　　　　　　　　　　　　　　　　勘兵衛　　　　　　吉林　　　　　　　　　　　　　七十郎　　　　　　　　　┃
　　　　　　　　　　　　　　　　　　　　　　　　　　　孫六　　　　　　　┃　　　　　　　　　　　　　　┣━━━━━┓　　　　　┃
　　　　　　　　　　　　　　　　　　　　　　　　　　　┃　　　　　　
種市
重内　　　　　　　　　　　　 甚右衛門 
蛇口弥三兵衛家 
　　次郎左衛門
　　　　　　　　　　　　　　　　　　　　　　　　　　　孫助　　　　　　　良益　　　　　　　　　　　　　覚之助　　　長助　　　　庄次郎
　　　　　　　　　　　　　　　　　　　　　　　　　　　長政　　　　　　　┣━━━┳━━━━━┓　　　　┃　　　　　┃　　　　　┃
　　　　　　　　　　　　　　　　　　　　　　　　　　　┃　　　　　　　　立意　　春高　　　　大圓　　　善四郎　　　弥三兵衛　　六郎左衛門
　　　　　　　　　　　　　　　　　　　　　　　　　　　定七　　　　　　　久雄(宮森家養子)(法花寺弟子)　正夤　　　　┃　　　　　種房
　　　　　　　　　　　　　　　　　　　　　　　　　　　勝起　　　　　　　┣━━━━┓　　　　　　　　　　　　　　　┃　　　　　┃
　　　　　　　　　　　　　　　　　　　　　　　　　　　┃　　　　　　　　君風　　　吉元　　　　　　　　　　　　　　喜三右衛門　種重　
　　　　　　　　　　　　　　　　　　　　　　　　　　　金右兵衛　　　　　　　　　　　　　　　　　　　　　　　　　　因逸
　　　　　　　　　　　　　　　　　　　　　　　　　　　昆吉　　　　　　　　　　　　　　　　　　　　　　　　　　　　┃
　　　　　　　　　　　　　　　　　　　　　　　　　　　┃　　　　　　　　　　　　　　　　　　　　　　　　　　　(箱石義浮三男)　
　　　　　　　　　　　　　　　　　　　　　　　　　　　金弥　　　　　　　　　　　　　　　　　　　　　　　　　　　　弥次兵衛　
```

## 庶家
蛇口氏
九戸郡閉伊口村（久慈市)に住す。天正17年、同郡蛇口村(軽米町)に替地を賜わり、種市氏から是より蛇口氏を称する。